# Ananias en Saffira

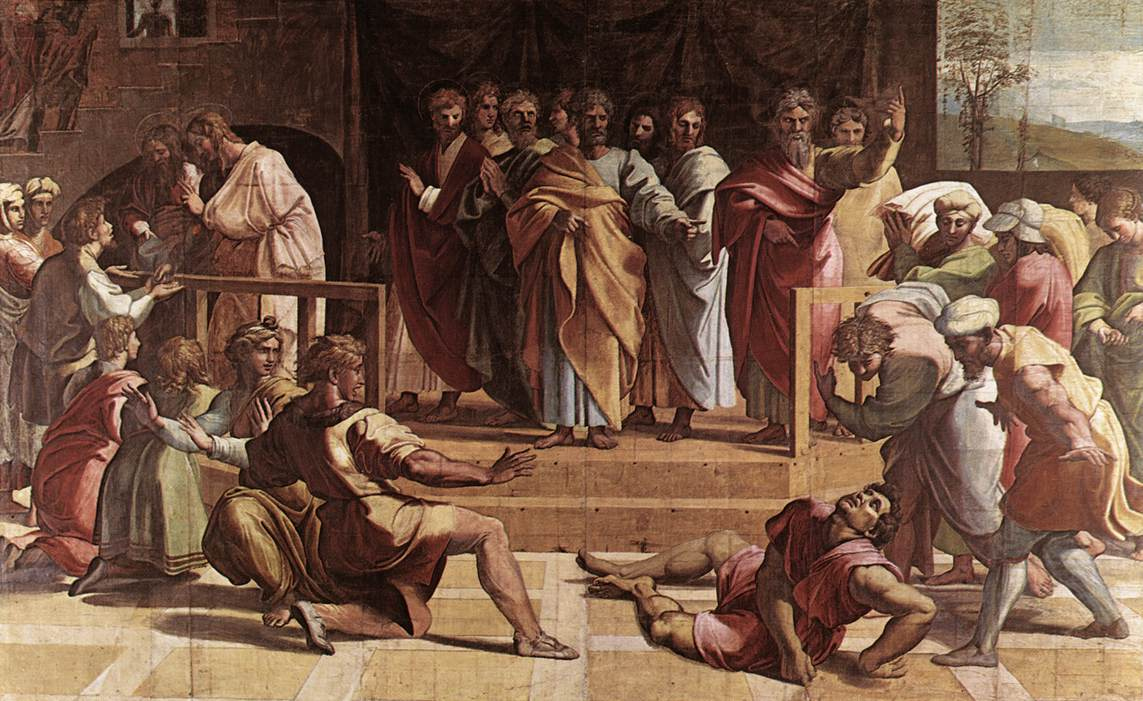
"De dood van Ananias", Rafaël, 1515

Over het echtpaar Ananias en Saffira staat een verhaal in het Nieuwe Testament, in Handelingen 5:1-11. Deze Ananias moet niet worden verward met Ananias uit Damascus.
Ananias en Saffira hadden een stuk grond verkocht en hielden een deel van het geld voor zichzelf. Ananias bracht de rest naar de apostelen en deed alsof dit de hele opbrengst was. Petrus wist echter dat hij een deel had achtergehouden en veroordeelde Ananias, die ter plekke dood neerviel. Drie uur later kwam Saffira binnen, niet wetend dat haar man dood was. Petrus vroeg haar of zij de grond voor 'dit bedrag' hadden verkocht. Toen zij dit bevestigde, viel ook zij dood neer en werd begraven naast haar man.

## Interpretatie
In Handelingen wordt de vroege christelijke kerk op enkele plaatsen beschreven als een gemeenschap die alle bezit deelde. Wie onroerend goed bezat, verkocht het en bracht de opbrengst naar de apostelen. Het geld werd vervolgens naar behoefte verdeeld onder de gelovigen (Handelingen 2:44-45; 4:32-35). Het verhaal over Ananias en Saffira wordt vaak zo geïnterpreteerd dat zij de gemeenschap bedriegen.

### Verlichting
Voltaire schreef dat Casaubon geen waardering had "voor de manier waarop Petrus de brave Ananias en zijn vrouw behandelde". Casaubon vroeg zich af met welk recht Petrus en de andere apostelen bevalen dat Jezus' leerlingen hun erfgoederen verkochten en de opbrengst aan hun voeten legden. Voltaire vond het gruwelijk dat Petrus Ananias liet sterven nadat deze zijn bezittingen had verkocht en het geld aan Petrus had gegeven, maar "zonder dat te zeggen een paar daalders had achtergehouden voor zichzelf en zijn vrouw, om in hun levensbehoeften te kunnen voorzien ... Dat is hard." Hij vervolgde dat Hermann Conring zich afvroeg waarom Petrus "niet liever alle schriftgeleerden ging ombrengen, die Jezus Christus hadden doen sterven en die hemzelf meer dan eens hadden doen geselen".

### Moderne historische en tekstkritische evaluatie
Petrus wees Ananias erop dat hij met de opbrengst van de verkoop van zijn grond mocht doen wat hij wilde (Handelingen 5:4). Dit impliceert dat het delen van bezittingen vrijwillig was, geen verplichting. De zonde van Ananias en Saffira was dus niet het achterhouden van het geld, maar die van bewust bedrog en liegen tegen de gemeenschap en vooral tegen de Heilige Geest en God, het trotseren van de "Geest van de Heer" (Handelingen 5:9). Bovendien hadden zij dit onderling vooraf zo afgesproken, dus met voorbedachten rade. Ananias en Saffira werden gemotiveerd door het verhogen van hun sociale positie en hun gift was niet (alleen) een gevolg van hun christen-bewustzijn.
In de periode vanaf het einde van de 20e eeuw is de morele betekenis van het verhaal onderwerp van studie geweest. James Dunn beschrijft het als "een van de meest zenuwslopende episodes in het hele Nieuwe Testament". Havelaar merkt verschillende parallelle gebeurtenissen op in de seculiere literatuur, in het bijzonder een opvallende parallel met een gebeurtenis die door Herodotus wordt verteld over een zekere Glaucus, die probeerde de goden te verleiden op Delphi door te liegen over geld dat hij oneerlijk had gehouden en vervolgens werd beroofd van nakomelingen.
Een andere parallel die in de tekstkritiek wordt gezien, is die met het verhaal over Achan (Jozua 7), die net als Ananias en Saffira iets voor God denkt te kunnen verbergen. In Jozua 7:1 wordt in de Septuagint het werkwoord νοσφίζω, nospfizō, "verlaten", "apart houden", "achterhouden" gebruikt. Dit is hetzelfde woord dat de auteur van Handelingen gebruikt om de daad van Ananias te beschrijven. Op die manier lijkt de auteur expliciet naar het verhaal van Achan te willen verwijzen. Deze vergelijking met Achan is volgens Jürgen Roloff gerechtvaardigd omdat in beide geschiedenissen God door rigoureuze maatregelen de reinheid en heiligheid van Zijn volk herstelt.
Sommige moderne interpretaties zien in het verhaal de eerste contouren van een heersende geestelijkheid. Petrus en de apostelen waren de eersten in het christendom aan wie materiële middelen werden overgedragen om te verdelen en die de gelovigen overheersten. Ze wijzen erop dat dit het eerste verhaal is in het christendom waarin een kerkleider gaat over leven en dood.

### Theologische interpretatie
Enkele verzen voordat de geschiedenis van Ananias en Saffira beschreven staat, staat in Handelingen 4 vermeld hoe Barnabas een akker verkocht en de opbrengst aan de kerk schonk. De theologen Joseph Fitzmyer en John van Eck plaatsen Barnabas en Ananias en Saffira tegenover elkaar. De bijbelschrijver plaatst dan twee voorbeelden van christelijk gedrag naast elkaar, het één positief en het ander negatief.
Volgens John van Eck werpt de vergelijking met oudtestamentische parallellen meer licht op de geschiedenis van Ananias en Saffira. Hij stelt dat wanneer het gebeuren met Ananias en Saffira vergeleken wordt met de plotselinge dood van de priesters in Leviticus 10, de snelle begrafenis van Ananias en Saffira valt te verklaren. In Leviticus 10 krijgt een eenmalig goddelijk ingrijpen een blijvende strekking. "De eerste kras op iets wat gaaf is (de priesterdienst, de nieuwe kerk) brengt een felle reactie bij God teweeg." Volgens Van Eck wilde de bijbelschrijver dat de lezers de verbinding met deze geschiedenis zou leggen.